# Serra da Boa Vista (Ceará)
A Boa Vista é uma serra localizada no sertão central do Ceará, em Itatira.

## Localização
A 176 km da capital do Ceará, Fortaleza, a 17 km do município de Itatira (sede) e 4 km de Lagoa do Mato, distrito de Itatira.
Com aproximadamente 621 m de altitude, 1 713 pés e 4,5 km de extensão, dada uma das serras mais famosas da região.

## Clima e Vegetação
O clima é o tropical quente semi-árido. A vegetação característica é floresta tropical pluvial, ou mata seca sazonal.